# Thomas Barlow (medico)
Thomas Barlow, 1° Baronetto (Edgworth, 4 novembre 1845 – Londra, 12 gennaio 1945), è stato un medico inglese.
Docente all'UCH dal 1885 al 1910, fu studioso di meningite e scorbuto. Da lui prende nome la malattia di Moeller-Barlow.